# Front islamique arabe de l'Azawad
Pour les articles homonymes, voir Front islamique.
Le Front islamique arabe de l’Azawad (FIAA) était un groupe militant, de rebelles du nord du Mali, fondé par Ahmed Ould Sidi Mohamed.
La plupart de ses membres venaient de la minorité arabe du Mali. Après les accords de Tamanrasset en 1991, le FIA rejoint les Mouvements et Fronts unifiés de l'Azawad (MFUA) qui devient par la suite le Front pour la libération de l'Azawad. Disposant de bases dans le Sud de l'Algérie, le mouvement était soutenu par la Mauritanie et par le front islamique du salut, lui-même infiltré par le département du renseignement et de la sécurité algérienne.